# Stephen King (calciatore)
Stephen King (Medford, 6 marzo 1986) è un ex calciatore statunitense, di ruolo centrocampista.

## Palmarès

### Club
- U.S. Open Cup: 1

Seattle Sounders FC: 2009